# 王洪图
王洪图（1937年4月23日—2009年6月6日），汉族，出生天津蓟县，北京中医学院毕业生，中国著名现代中医学家，荣膺中国“全国优秀教师”、北京市“先进工作者”、“全国师德先进个人”等奖。曾研究《黄帝内经》三十年，将其倒背如流。一生著有《内经讲义》、《黄帝内经素问白话解》、《黄帝内经灵枢白话解》、《王洪图内经讲稿》、《难经白话解》、《内经》（第二版）等中医书籍。